# بيزن ادريزاج
بيزن ادريزاج (بالألمانية: Besian Idrizaj)‏ (12 أكتوبر 1987 النمسا - 15 مايو 2010 النمسا) هو لاعب كرة قدم نمساوي سابق كان يلعب كلاعب وسط.

## روابط خارجية
- بيزن ادريزاج على موقع الاتحاد الأوربي (الإنجليزية)
- بيزن ادريزاج على موقع قاعدة بيانات كرة القدم.إي يو (الإنجليزية)
- بيزن ادريزاج على موقع Soccerbase.com (لاعب) (الإنجليزية)
- بيزن ادريزاج على موقع Soccerway.com (الإنجليزية)